# Ray Houghton
Raymond James Houghton (Glasgow, 1962. január 9. –) ír válogatott labdarúgó.

## Pályafutása

### Klubcsapatban
Glasgowban született Skóciában. Pályafutását a West Ham Unitedben kezdte, mert 10 éves korától Londonban élt. 1979 és 1982 között volt a West Ham játékosa. 1982 nyarán a Fulham igazolta le, melynek színeiben szintén három évig játszott. 1985-ben az Oxford United szerződtette, melynek tagjaként 1986-ban megnyerte a ligakupát. 1987-ben a Liverpoolhoz igazolt, ahol első idényében bajnoki címet szerzett. Ezt követte még két FA-kupa és egy szuperkupa győzelem, illetve egy újabb bajnoki cím. 1992 és 1995 között az Aston Villa csapatát erősítette, 1994-ben pedig újabb ligakupát nyert. 1995 és 1997 között a Crystal Palace, majd 1997 és 1999 között a Reading játékosa volt. Az 1999–2000-es idényben a Stevenage FC-ben játszott és ennél a csapatnál fejezte be a pályafutását.  

### A válogatottban
Miután nem válogatták be a skót válogatottba és lemaradt az 1986-os világbajnokságról, úgy döntött elfogadja az írek felkérését. Az édesapja ír származása révén adódott erre lehetőség. Egy Wales elleni barátságos alkalmával mutatkozott be 1986. március 26-án. Az 1988-as Európa-bajnokságon bekerült az írek keretébe és az első csoportmérkőzésen Anglia ellen az ő góljával nyertek az írek 1–0-ra. Történelmi jelentőségű volt a találat, mivel ez volt az ír válogatott történetének első gólja nemzetközi tornán. 1986 és 1997 között 73 alkalommal szerepelt az ír válogatottban és 6 gólt szerzett. Részt vett az 1990-es világbajnokságon is, ahol a egyeddöntőig jutott csapatával, ahol az olaszok búcsúztatták az íreket és tagja volt az 1994-es világbajnokságon résztvevő válogatott keretének is. Olaszország ellen Houghton góljával győztek 1–0-ra, revansot véve a négy évvel korábbi vereségért.

## Sikerei, díjai
Oxford United
- Angol ligakupa (2): 1985–86

Liverpool
- Angol bajnok (2): 1987–88, 1989–90
- Angol kupa (2): 1988–89, 1991–92
- Angol szuperkupa (1): 1990